# Kitai Yuki
Kitai Yuki (北井 佑季 Kitai Yūki, sinh ngày 27 tháng 1 năm 1990) là một cầu thủ bóng đá người Nhật Bản thi đấu cho SC Sagamihara.

## Thống kê câu lạc bộ
Cập nhật đến ngày 23 tháng 2 năm 2018.
| Thành tích câu lạc bộ | Thành tích câu lạc bộ | Thành tích câu lạc bộ | Giải vô địch | Giải vô địch | Cúp                   | Cúp                   | Tổng cộng | Tổng cộng |
| Mùa giải              | Câu lạc bộ            | Giải vô địch          | Số trận      | Bàn thắng    | Số trận               | Bàn thắng             | Số trận   | Bàn thắng |
| Nhật Bản              | Nhật Bản              | Nhật Bản              | Giải vô địch | Giải vô địch | Cúp Hoàng đế Nhật Bản | Cúp Hoàng đế Nhật Bản | Tổng cộng | Tổng cộng |
| --------------------- | --------------------- | --------------------- | ------------ | ------------ | --------------------- | --------------------- | --------- | --------- |
| 2010                  | Machida Zelvia        | JFL                   | 12           | 0            | 1                     | 0                     | 13        | 0         |
| 2011                  | Machida Zelvia        | JFL                   | 30           | 6            | 2                     | 0                     | 32        | 6         |
| 2012                  | Machida Zelvia        | J2 League             | 38           | 5            | 3                     | 4                     | 41        | 9         |
| 2013                  | Matsumoto Yamaga      | J2 League             | 23           | 0            | 0                     | 0                     | 23        | 0         |
| 2014                  | Matsumoto Yamaga      | J2 League             | 3            | 0            | 0                     | 0                     | 3         | 0         |
| 2015                  | Kataller Toyama       | J3 League             | 35           | 5            | 0                     | 0                     | 35        | 5         |
| 2016                  | Kataller Toyama       | J3 League             | 24           | 1            | 1                     | 0                     | 25        | 1         |
| 2017                  | Kataller Toyama       | J3 League             | 27           | 0            | 2                     | 0                     | 29        | 0         |
| Tổng                  | Tổng                  | Tổng                  | 192          | 17           | 9                     | 4                     | 201       | 21        |